# Saint-Laurent-d'Arce
Saint-Laurent-d'Arce è un comune francese di 1 379 abitanti situato nel dipartimento della Gironda nella regione della Nuova Aquitania.

## Società

### Evoluzione demografica
Abitanti censiti